# John Finn
Pour les articles homonymes, voir Finn (homonymie).
John Finn est un acteur américain né le 30 septembre 1952 à New York. Il est surtout connu pour son rôle de John Stillman dans la série Cold Case et pour avoir tenu le  rôle de John Witter, le père de Pacey, dans la série Dawson.

## Filmographie

### Cinéma
- 1984 : Death Mask : Reporter 1970
- 1984 : Le Pape de Greenwich Village (The Pope of Greenwich Village) : Ginty
- 1988 : Blue-Jean Cop (Shakedown) de James Glickenhaus : Barman
- 1989 : Glory : Sergent-major Mulcahy
- 1990 : Loose Cannons : Policier
- 1990 : Business oblige (A Shock to the System) : Motorman
- 1990 : La Maison des otages (Desperate Hours) de Michael Cimino : Lexington
- 1991 : Envoyé spécial (Cover Up) : Jeff Cooper
- 1993 : Le Secret du bonheur (Being Human) : Détective Cobb
- 1993 : Cavale sans issue (Nowhere to Run) : Policier en poursuite
- 1993 : Cliffhanger : Traque au sommet (Cliffhanger) : Agent Michaels
- 1993 : L'Impasse (Carlito's Way) : Duncan
- 1993 : Geronimo (Geronimo: An American Legend) de Walter Hill : Capt. Hentig
- 1993 : L'Affaire Pélican (The Pelican Brief) : Matthew Barr
- 1994 : Billets pour l'enfer (Blown Away) : Capt. Fred Roarke
- 1996 : City Hall : Commissioner Coonan
- 1997 : Turbulences à 30 000 pieds (Turbulence) de Robert Butler : Agent du FBI Frank Sinclair
- 1997 : Trojan War : Ben Kimble
- 1999 : Jugé coupable (True Crime) de Clint Eastwood : Reedy
- 2002 : Living in Hope : Compere
- 2002 : Mafia Blues 2 (Analyze That) : Richard Chapin
- 2002 : Arrête-moi si tu peux (Catch Me If You Can) de Steven Spielberg : Directeur assistant Marsh
- 2003 : Traqué (The Hunted) : Ted Chenoweth
- 2003 : La Couleur du mensonge (The Human Stain) : Louie Borero
- 2006 : Property  : Le Conteur
- 2013 : The Lifeguard de Liz W. Garcia : « Big Jason »
- 2017 : Mary (Gifted) : Aubrey Highsmith
- 2018 : Agents doubles (Bent) de Bobby Moresco : Driscoll
- 2018 : Finding Steve McQueen de Mark Steven Johnson : W. Mark Felt
- 2019 : Ad Astra de James Gray : Stroud

### Télévision
- 1980 : Rage! : Homme no 3
- 1988 : Alone in the Neon Jungle : Benson
- 1990 : New York, police judiciaire saison 1, épisode 8 : Freddo Parisi
- 1991 : Posing: Inspired by Three Real Stories : Jimmy Lanahan
- 1992 : Quicksand: No Escape : Détective Harris
- 1992 : Steel Justice : Lt. Bill Somes
- 1992 : Lady Against the Odds
- 1992 : Mario and the Mob
- 1992 : Citizen Cohn : Sénateur Charles Potter
- 1995 : Runway One : Colonel van Damme
- 1995 : Truman : Bob Hannagan
- 1995 : Mariage criminel (Murderous Intent)
- 1996 : Disparue dans la nuit (Gone in the Night) : Gerry Harbin
- 1996 : Crazy Horse, le plus grand d'entre nous (en) (Crazy Horse) : Général Crook
- 1996 : EZ Streets (EZ Streets) : Capitaine Geary
- 1997 : Invasion : Colonel Brown
- 1997 : MilleniuM : William Garry (Saison 1, épisode 16 : Le Pacte)
- 1998 : X-Files (épisodes Le Baiser de Judas, Le Complot, La Voie de la vérité et La Sixième Extinction) : Michael Kritschgau
- 1998 : Dawson : Sherif John Witter
- 1999 : Seasons of Love : Gorm Schrader
- 1999 : Atomic Train : Wally Phister
- 2000 : Deadlocked : Jack Fisque
- 2000 : Rocket's Red Glare (TV) : Wyatt Claybourne
- 2002 : Shadow Realm : Malone
- 2003 : Sons & Lovers : Jerry
- 2003 - 2010 : Cold Case : John Stillman
- 2004 : North and South (North & South) : Overseer
- 2011 : NCIS : Enquêtes spéciales (saison 9 épisode 8 et 9) : Général du Corps des Marines Charles T. Ellison
- 2011 : NCIS : Enquêtes spéciales (saison 14 épisode 18) : Général du Corps des Marines Charles T. Ellison
- 2012 : Homeland (saison 2 épisode 7) : Rex Henning
- 2014 : Believe (saison 1 épisode 6) : William Tate, père de Tate
- 2015 : The Blacklist : Juge Richard Renner (2 épisodes)
- 2016 : Elementary : Bombe humaine : Neil Dannon (saison 4, épisode 11)
- 2018 - 2020 : The Walking Dead : Earl Rose (11 épisodes)